# Хельза
Хельза (нем. Helsa) — община в Германии, в земле Гессен. Подчиняется административному округу Кассель. Входит в состав района Кассель.  Население составляет 5552 человека (на 31 декабря 2010 года). Занимает площадь 25,77 км².